# 垃圾场 (音乐专辑)
《垃圾场》是中国摇滚乐歌手，魔岩三杰之一何勇的唯一一张音乐专辑。1994年发行。其中《非洲梦》、《姑娘漂亮》、《钟鼓楼》是香港红磡体育场摇滚中国乐势力演唱会上的曲目，被奉为中国摇滚乐的经典。

## 曲目
- 冬眠
- 非洲梦
- 姑娘漂亮
- 垃圾场
- 聊天
- 踏步
- 头上的包
- 钟鼓楼
- 幽灵（乐曲）
- 垃圾场（二版）